# ジェイソン・ロジャーズ (陸上選手)
ジェイソン・ロジャーズ、またはジェイソン・ロジャース（Jason Aliston Rogers、1991年8月31日 ‐ ）は、セントクリストファー・ネイビス・サンディポイント出身の陸上競技選手。専門は短距離走。100mの自己ベストはセントクリストファー・ネイビス歴代2位タイの10秒01。2011年大邱世界選手権男子4×100mリレーの銅メダリストである。

## 経歴

### 2011年
8月の大邱世界選手権男子4×100mリレーに出場し、初めてシニアの世界大会を経験した。予選と決勝で1走（ロジャーズ、キム・コリンズ、アントワーヌ・アダムス、ブリジェッシュ・ローレンス）を務めると、予選で38秒47のセントクリストファー・ネイビス記録（当時）を樹立し、タイムで拾われて決勝に進出。決勝では予選でマークしたセントクリストファー・ネイビス記録に迫る38秒49をマークし、ジャマイカ（37秒04）、フランス（38秒20）に次いで銅メダルを獲得した。世界選手権でセントクリストファー・ネイビスが獲得したメダルは全種目を通じてこれが4つ目で、2005年ヘルシンキ大会の男子100mでキム・コリンズが銅メダルを獲得して以来6年ぶり、リレー種目でのメダル獲得はオリンピックを含めても史上初の快挙だった。

### 2012年
7月の北中米カリブU23選手権男子100m決勝をセントクリストファー・ネイビス歴代2位（当時）の記録となる10秒06（+0.9）で制した。
8月のロンドンオリンピック男子100mと男子4×100mリレーに出場し、初めてオリンピックを経験した。男子100mは10秒30（+0.4）の組5着で予選敗退、男子4×100mリレーでは2走（レストロッド・ロランド、ロジャーズ、アントワーヌ・アダムス、ブリジェッシュ・ローレンス）を務め、予選で38秒41のセントクリストファー・ネイビス記録を樹立したものの決勝には進めなかった。

### 2013年
6月16日のセントクリストファー・ネイビス選手権男子100m決勝において、アントワーヌ・アダムスと共に10秒01（+2.0）をマークした。
8月のモスクワ世界選手権男子100mと男子4×100mリレーに出場。男子100mは予選を10秒19（-0.2）の組3着で突破し、シニア世界大会の個人種目で初のセミファイナリストとなったが、準決勝は10秒15（+0.4）の組7着で敗退した。2大会連続のメダルを狙った男子4×100mリレーは予選で2走（レストロッド・ロランド、ロジャーズ、アントワーヌ・アダムス、アリスター・クラーク）を務めたが、38秒58の組5着で決勝には進めなかった。

### 2014年
5月の世界リレー男子4×100m予選で1走（ロジャーズ、アントワーヌ・アダムス、レストロッド・ロランド、ブリジェッシュ・ローレンス）を務めた。決勝に進出（入賞）すれば2015年北京世界選手権の出場権を早期獲得できたが、結果は38秒76の組3着に終わり、着順で決勝に進出できた組2着とは0秒06差で決勝進出を逃した。

### 2015年
5月の世界リレー男子4×100mで1走（ロジャーズ、ブリジェッシュ・ローレンス、レストロッド・ロランド、アントワーヌ・アダムス）を務めると、予選で38秒68の組3着に入り、タイムで拾われて決勝に進出。決勝は38秒85で6位入賞を果たし、2016年リオデジャネイロオリンピックの出場権を獲得した。
8月に行われる北京世界選手権男子100mの参加標準記録（10秒16）を突破できず、男子4×100mリレーも出場権を獲得できなかったので出場できなかった。

## 自己ベスト
記録欄の（　）内の数字は風速（m/s）で、+は追い風を意味する。
| 種目 | 記録          | 年月日        | 場所           | 備考                                      |
| 屋外 | 屋外          | 屋外          | 屋外           | 屋外                                      |
| ---- | ------------- | ------------- | -------------- | ----------------------------------------- |
| 100m | 10秒01 (+2.0) | 2013年6月16日 | バセテール     | セントクリストファー・ネイビス歴代2位タイ |
| 100m | 9秒98w (+3.0) | 2015年8月7日  | サンホセ       | 追い風参考記録                            |
| 室内 |               |               |                |                                           |
| 50m  | 5秒74         | 2014年1月31日 | サスカトゥーン |                                           |
| 60m  | 6秒52         | 2014年2月15日 | トロント       |                                           |

## 主要大会成績
備考欄の記録は当時のもの
| 年   | 大会                                       | 場所               | 種目    | 結果    | 記録            | 備考     |
| ---- | ------------------------------------------ | ------------------ | ------- | ------- | --------------- | -------- |
| 2006 | カリフタゲームズ (en) (U17)                | レザビーム         | 100m    | 予選    | 11秒26 (+0.4)   |          |
| 2006 | カリフタゲームズ (en) (U17)                | レザビーム         | 200m    | 予選    | 23秒46 (-0.1)   |          |
| 2006 | カリフタゲームズ (en) (U17)                | レザビーム         | 4x100mR | 6位     | 44秒23 (4走)    |          |
| 2006 | 中米カリブジュニア選手権 (en) (U17)        | ポートオブスペイン | 100m    | 予選    | 11秒64 (+1.0)   |          |
| 2006 | 中米カリブジュニア選手権 (en) (U17)        | ポートオブスペイン | 4x100mR | 5位     | 42秒87 (1走)    |          |
| 2008 | カリフタゲームズ (en) (U20)                | バセテール         | 100m    | 準決勝  | 10秒58 (+4.7)   |          |
| 2008 | カリフタゲームズ (en) (U20)                | バセテール         | 200m    | 準決勝  | 21秒95 (-1.1)   |          |
| 2008 | カリフタゲームズ (en) (U20)                | バセテール         | 4x100mR | 7位     | 77秒94 (1走)    |          |
| 2008 | カリフタゲームズ (en) (U20)                | バセテール         | 4x400mR | 6位     | 3分19秒13 (3走) |          |
| 2008 | リーワード諸島ジュニア選手権 (en)          | ロードタウン       | 100m    | 優勝    | 10秒67 (+0.4)   |          |
| 2008 | リーワード諸島ジュニア選手権 (en)          | ロードタウン       | 200m    | 2位     | 22秒33 (0.0)    |          |
| 2008 | リーワード諸島ジュニア選手権 (en)          | ロードタウン       | 4x100mR | 2位     | 43秒62 (2走)    |          |
| 2008 | 中米カリブ選手権 (en)                      | カリ               | 100m    | 予選    | 10秒81 (+1.0)   |          |
| 2008 | 中米カリブ選手権 (en)                      | カリ               | 4x100mR | 3位     | 40秒81 (1走)    |          |
| 2008 | 英連邦ユース競技大会 (en)                  | プネー             | 100m    | 3位     | 10秒52 (-0.1)   |          |
| 2008 | 英連邦ユース競技大会 (en)                  | プネー             | 200m    | 4位     | 21秒43 (+0.2)   |          |
| 2009 | カリフタゲームズ (en) (U20)                | ビュー・フォール   | 200m    | 準決勝  | 21秒69 (+2.3)   |          |
| 2009 | カリフタゲームズ (en) (U20)                | ビュー・フォール   | 4x100mR | 4位     | 41秒04 (4走)    |          |
| 2009 | カリフタゲームズ (en) (U20)                | ビュー・フォール   | 4x400mR | 6位     | 3分18秒23 (4走) |          |
| 2009 | 中米カリブ選手権 (en)                      | ハバナ             | 100m    | 予選    | 10秒68 (+0.1)   |          |
| 2009 | 中米カリブ選手権 (en)                      | ハバナ             | 200m    | 予選    | 21秒85 (-0.3)   |          |
| 2010 | カリフタゲームズ (en) (U20)                | ジョージタウン     | 100m    | 2位     | 10秒48 (+0.8)   |          |
| 2010 | 中米カリブジュニア選手権 (en)              | サントドミンゴ     | 100m    | 2位     | 10秒66 (-1.4)   |          |
| 2010 | 世界ジュニア選手権                         | モンクトン         | 100m    | 6位     | 10秒49 (-0.7)   |          |
| 2010 | 中米カリブ競技大会 (en)                    | マヤグエス         | 4x100mR | 7位     | 39秒43 (1走)    | 国内記録 |
| 2010 | 英連邦競技大会 (en)                        | デリー             | 100m    | 1次予選 | 10秒92          |          |
| 2011 | 中米カリブ選手権 (en)                      | マヤグエス         | 4x100mR | 3位     | 39秒07 (1走)    | 国内記録 |
| 2011 | 世界選手権                                 | 大邱               | 4x100mR | 3位     | 38秒49 (1走)    |          |
| 2011 | パンアメリカン競技大会 (en)                | グアダラハラ       | 100m    | 準決勝  | 10秒44 (-1.9)   |          |
| 2011 | パンアメリカン競技大会 (en)                | グアダラハラ       | 4x100mR | 2位     | 38秒81 (1走)    |          |
| 2012 | 北中米カリブU23選手権 (en)                 | イラプアト         | 100m    | 優勝    | 10秒06 (+0.9)   | 大会記録 |
| 2012 | オリンピック                               | ロンドン           | 100m    | 予選    | 10秒30 (+0.4)   |          |
| 2012 | オリンピック                               | ロンドン           | 4x100mR | 予選    | 38秒41 (1走)    | 国内記録 |
| 2013 | 中米カリブ選手権 (en)                      | モレリア           | 100m    | 5位     | 10秒24 (+0.5)   |          |
| 2013 | 中米カリブ選手権 (en)                      | モレリア           | 4x100mR | 6位     | 39秒82 (2走)    |          |
| 2013 | 世界選手権                                 | モスクワ           | 100m    | 準決勝  | 10秒15 (+0.4)   |          |
| 2013 | 世界選手権                                 | モスクワ           | 4x100mR | 予選    | 38秒58 (2走)    |          |
| 2014 | 世界室内選手権                             | ソポト             | 60m     | 準決勝  | 6秒62           |          |
| 2014 | 世界リレー (en)                            | ナッソー           | 4x100mR | B決勝   | 39秒07 (2走)    |          |
| 2014 | 英連邦競技大会 (en)                        | グラスゴー         | 100m    | 準決勝  | 10秒30 (0.0)    |          |
| 2014 | 英連邦競技大会 (en)                        | グラスゴー         | 4x100mR | 予選    | DNF (2走)       |          |
| 2014 | パンアメリカン スポーツフェスティバル (en) | メキシコシティ     | 100m    | 優勝    | 10秒08 (-1.3)   |          |
| 2014 | パンアメリカン スポーツフェスティバル (en) | メキシコシティ     | 200m    | 8位     | 20秒84 (+0.6)   |          |
| 2014 | 中米カリブ競技大会 (en)                    | ハラパ             | 4x100mR | 4位     | 39秒35 (1走)    |          |
| 2015 | 世界リレー (en)                            | ナッソー           | 4x100mR | 6位     | 38秒85 (1走)    |          |
| 2015 | パンアメリカン競技大会 (en)                | トロント           | 4x100mR | 予選    | 39秒10 (1走)    |          |
| 2015 | 北中米カリブ選手権 (en)                    | サンホセ           | 100m    | 6位     | 10秒29 (-0.1)   |          |
| 2015 | 北中米カリブ選手権 (en)                    | サンホセ           | 4x100mR | 6位     | 39秒20 (1走)    |          |
| 2016 | オリンピック                               | リオデジャネイロ   | 4x100mR | 予選    | 39秒81 (1走)    |          |
| 2018 | 英連邦競技大会 (en)                        | ゴールドコースト   | 100m    | 6位     | 10秒24 (+0.8)   |          |